# Ausnahmebehandlung
Eine Ausnahme oder Ausnahmesituation (englisch exception oder Trap) bezeichnet in der Computertechnik ein Verfahren, Informationen über bestimmte Programmzustände – meistens Fehlerzustände – an andere Programmebenen zur Weiterbehandlung weiterzureichen.
Kann in einem Programm beispielsweise einer Speicheranforderung nicht stattgegeben werden, wird eine Speicheranforderungsausnahme ausgelöst. Ein Computerprogramm kann zur Behandlung dieses Problems dafür definierte Algorithmen abarbeiten, die den Fehler beheben oder anzeigen.
Exceptions haben in weiten Teilen die Behandlung von Fehlern mittels Fehlercodes oder Sprunganweisungen abgelöst und stellen im technischen Sinne einen zweiten, optionalen Rückgabewert einer Methode / Funktion dar.

## Strukturierte Ausnahmebehandlung
Die größte Rolle in der Programmierung spielt dabei die strukturierte Ausnahmebehandlung (englisch structured exception handling, kurz SEH), eine Technik, die den Code zur Ausnahmebehandlung vom normalen Anwendungscode getrennt hält. Anstatt beispielsweise bei jedem Funktionsaufruf einen Rückgabewert, der den Erfolg anzeigt, zu prüfen und darauf zu reagieren, kann man die betreffende Funktion in Ausnahmesituationen eine Ausnahme auslösen lassen, die alle für die Problemerkennung und -behandlung erforderlichen Informationen in sich trägt.
Da die verursachende Funktion (oder die Funktion, die das Problem feststellt) in ihrem Kontext den Fehler möglicherweise nicht angemessen behandeln kann, wird die Exception so lange an aufrufende Funktionen zurückgereicht, bis schließlich eine die Exception „fängt“. Sinnvollerweise wird die Behandlung der Exception an einer Stelle im Code vorgenommen, in der die Konsequenzen dieser Ausnahme abzusehen sind, und eine entsprechende Reaktion sinnvoll zu implementieren ist (zum Beispiel Wiederholen der Benutzereingabe, Programmabbruch). Darüber hinaus sind Codeabschnitte zwischen Auftreten und Behandlung der Ausnahme im besten Falle frei von Fehlerbehandlungsroutinen.
Ein weiterer Vorteil der Ausnahmen gegenüber herkömmlichen Fehlercodes besteht darin, dass eine Exception nicht ignoriert werden kann. Ein Programmierer könnte vergessen, einen Rückgabewert zu prüfen, eine Exception jedoch wird immer weiter zurückgereicht – im Extremfall so lange, bis sie in der programmstartenden Funktion ankommt und somit unter Umständen den Programmfluss radikal unterbricht.
Fast alle neueren Programmiersprachen unterstützen die Ausnahmebehandlung, zum Beispiel Java, C++, C#, Python und Visual Basic .NET.
Verschiedene Hardware-Architekturen (wie zum Beispiel die IA-32-Architektur von Intel) unterstützen eine Exception-Behandlung auf Hardware-Ebene durch das Betriebssystem. Hierbei werden bei bestimmten ungültigen Operationen Software-Interrupts ausgelöst, die einen Einsprung in den privilegierten Betriebssystemkern verursachen. Dieser kann dann anhand der Exception das Programm mit einer Fehlermeldung beenden oder den Fehler an einen Debugger weiterleiten.

## Checked Exceptions
In der Programmiersprache Java gibt es als Weiterentwicklung der Ausnahme die „Checked Exception“ (dt. etwa: überprüfte Ausnahme). Das ist eine Ausnahme, bei der der Compiler prüft, ob alle Stellen, wo sie auftreten kann, durch Code zum Abfangen der Ausnahme abgedeckt sind. Der Code zum Abfangen kann dabei innerhalb derselben Methode stehen, in der die Ausnahme auftreten kann, oder auch in aufrufenden Methoden. In letzterem Fall muss der Programmierer die Ausnahmen in der Methodensignatur deklarieren.
Die zugrunde liegende Idee beim Entwurf von Java war, dass Ausnahmen, auf die der Anwendungscode sinnvoll reagieren kann, als Checked Exception ausgeführt werden. Durch den Zwang zur Behandlung der Ausnahme sollte robuster Code erreicht werden und fehlende Fehlerbehandlungen bereits vom Compiler entdeckt werden. Es gibt aber weiterhin Ausnahmen, die keine Checked Exceptions sind. Als Konvention gilt dabei, solche Fehler als Checked Exception zu realisieren, bei denen man vom Aufrufer erwartet, dass er auf ihn reagieren und einen geregelten Programmablauf wiederherstellen kann. Darunter fallen beispielsweise Netzwerk-, Datenbank- oder sonstige E/A-Fehler. So kann das Öffnen einer Datei aus verschiedenen Gründen fehlschlagen (keine Rechte, Datei nicht vorhanden), der Aufbau einer Netzwerkverbindung kann aus vom Programm nicht zu beeinflussenden Gründen fehlschlagen. Nicht-Checked-Exceptions sind zum Melden verschiedener Arten von Programmfehlern vorgesehen (zum Beispiel Indexfehler bei Array-Indizierung). Es wird davon abgeraten, die Anwendung in solchen Fällen versuchen zu lassen, einen geregelten Programmablauf wiederherzustellen. Die Klassen der Java-Plattform selber halten sich weitgehend an diese Konvention.
Kritiker führen gegen die Checked Exceptions an, dass sie die Lesbarkeit des Quellcodes verschlechtern würden und dass sie viele Programmierer, weil sie in dieser Funktionalität keinen dem Aufwand entsprechenden Nutzen erkennen, zu Ausweichkonstrukten verleiten, die dem Compiler genügen, aber kaum Fehler behandeln. Ein anderer Einwand ist, dass aufgrund der Deklaration der Exceptions in den Methodensignaturen allgemein verwendbare Hilfsklassen oder Interfaces, insbesondere als Teil von Entwurfsmustern, oft nicht sinnvoll operabel sind mit Klassen, die Checked Exceptions verwenden. Als Ausweichlösung werden getunnelte Checked Exceptions vorgeschlagen, die aber den Nutzen der Checked Exception aufheben. Darüber hinaus stehen Checked Exceptions als Teil der Methodensignatur der Erweiterbarkeit von Schnittstellen im Wege.
Neuere Fachliteratur sowie Diskussionen während der Entstehung von Programmiersprachen neueren Datums tendieren dazu, Checked Exceptions abzulehnen.

## Auslösen von Exceptions
Eine Exception kann an jeder Stelle im Programmcode ausgelöst werden. Dabei wird fast immer ein Objekt einer Exception-Klasse erzeugt und mit dem Schlüsselwort throw oder raise abgeschickt. Bei manchen Programmiersprachen (zum Beispiel C++) darf statt der Exception-Klasse auch jeder andere Datentyp verwendet werden.

## Abfangen von Exceptions
Wird eine Exception im Programmablauf nicht explizit abgefangen, dann wird sie von der Laufzeitumgebung aufgefangen.
Die Exception wird als Fehlermeldung angezeigt; je nach Art der Exception wird die Anwendung abgebrochen oder fortgesetzt. Eine Ausnahme zu behandeln oder nicht ist eine bewusste Designentscheidung, und je nach Art der Ausnahme sollte man abfangen oder nicht:
- Fatale Ausnahmen sind nicht dein Fehler, und sollten nicht abgefangen werden. Wenn zum Beispiel der Hauptspeicher des Computers ausgeht, ist nichts mehr zu machen, ab und zu macht es noch Sinn, einen final Block laufen zu lassen.
- Dumme Ausnahmen, im Englischen „boneheaded Exceptions“, sind Programmierfehler. Es sollte immer so programmiert werden, dass kein Ausnahmezustand eintritt.
- Lästige Ausnahmen, im Englischen „Vexing Exceptions“, sind Designfehler in anderer Software. Man fängt sie immer sofort. Ein bekanntes Beispiel ist das Parsen einer vom Benutzer eingegebene Zahl. Wenn sich die Person vertippt, kann ein Fehler auftreten, das weiß man schon vorher, ist ganz normal, und daher keine Ausnahme. In der Programmiersprache C# gab es ursprünglich nur Int32.Parse(), das eine Exception auslöst, später hat man noch Int32.TryParse() angeboten, wo der Fehler mit einem Rückgabewert behandelt werden kann.
- Äußere Ausnahmen passieren selten, kann man gut behandeln, jedoch kaum vermeiden. Wenn man eine Datei öffnet, hat es keinen Sinn, vorher zu prüfen, ob sie existiert, da jemand die Datei bereits genau nach dieser Prüfung löschen kann. Solche Ausnahmen sollten immer behandelt werden.

Häufige Fehler bei der Ausnahmebehandlung sind:
- Exceptions werden ohne weitere Aktionen geschluckt. Somit gehen alle Informationen über die eigentliche Fehlerursache verloren.
- Exceptions werden durch eine eigene (häufig unzutreffende) Meldung ersetzt.

Es ist sinnvoll, Exceptions abzufangen, um zusätzliche Informationen anzureichern und erneut auszulösen.

### Beispiele

#### Object Pascal
```
ObjektA
 
:=
 
TObjectA
.
Create
;

try

  
try

    
BerechneEinkommen
(
Name
)
;

  
except

    
on
 
E
:
Exception
 
do

    
begin

      
// Exception wurde abgefangen und wird um einen aussagekräftigen Hinweis ergänzt

      
E
.
Message
 
:=
 
'Fehler beim Berechnen des Einkommens von '
 
+
 
Name
 
+
 
#13#10
 
+

        
E
.
Message
;
 
// ursprüngliche Meldung anhängen

      
raise
;
 
// veränderte Exception erneut auslösen

    
end
;

  
end
;

finally

  
FreeAndNil
(
ObjektA
)
;
 
// dies wird auf jeden Fall ausgeführt

end
;

```

#### C++
```
try
 
{

    
function1
();

    
function2
();

   
...

}
 
catch
 
(
const
 
invalid_argument
 
&
e
)
 
{

    
cerr
 
<<
 
"Falsches Argument: "
 
<<
 
e
.
what
()
 
<<
 
endl
;

}
 
catch
 
(
const
 
range_error
 
&
e
)
 
{

    
cerr
 
<<
 
"Ungültiger Bereich: "
 
<<
 
e
.
what
()
 
<<
 
endl
;

}
 
catch
 
(...)
 
{

    
cerr
 
<<
 
"Sonstige Exception"
 
<<
 
endl
;

}

```

#### C#
```
MessageServiceClient
 
client
 
=
 
new
 
MessageServiceClient
(
"httpEndpoint"
);

Message
 
message
 
=
 
...
 
// Message erstellen

try

{

   
client
.
AddMessage
(
message
);

}

catch
 
(
FaultException
 
fe
)

{

   
Console
.
WriteLine
(
fe
.
Message
);

   
client
.
Abort
();

}

catch
 
(
CommunicationException
 
ce
)

{

   
Console
.
WriteLine
(
ce
.
Message
);

   
client
.
Abort
();

}

catch
 
(
TimeoutException
)

{

   
client
.
Abort
();

}

```

#### ISO Modula-2
```
MODULE
 
BeispielAusnahmebehandlung
;

  
(* Es gibt vordefinierte und benutzerdefinierte Ausnahmen *)

FROM
 
M2EXCEPTION
 
IMPORT
 
M2Exception
,
 
IsM2Exception
,
 
M2Exceptions
;

  
(* Deklarationen etc. *)

  
IF
 
SpeicherFehler
 
THEN

    
RAISE
 
BenutzerdefinierteAusnahme
;

  
END
;

BEGIN

  
(* Hauptprogramm *)

EXCEPT

  
(* Ausnahmebehandlung *)

FINALLY

  
(* Finalisierung *)

EXCEPT

  
(* Sollte bei der Finalisierung etwas schiefgehen *)

END
 
BeispielAusnahmebehandlung
.

```

#### Visual Basic .NET
```
' Versuche ...

Try

  
' ... die Methode oder Prozedur ...

  
BerechneEinkommen
(
name
)

' bei Ausnahme

Catch
 
ex
 
AS
 
Exception

  
' gib Ausnahme aus

  
MessageBox
.
Show
(
"Fehler -> "
 
&
 
ex
.
message
)

' Führe auf jeden Fall aus

Finally

  
MessageBox
.
Show
(
"Das wird trotzdem ausgeführt"
)

End
 
Try

```

#### Gambas
```
' Gibt den Inhalt einer Datei aus

Sub
 
PrintFile
(
FileName
 
As
 
String
)

  
Dim
 
hFile
 
As
 
File

  
Dim
 
sLig
 
As
 
String

  
hFile
 
=
 
Open
 
FileName
 
For
 
Read

  
While
 
Not
 
Eof
(
hFile
)

    
Line
 
Input
 
#
hFile
,
 
sLig

    
Print
 
sLig

  
Wend

Finally
 
' Wird immer ausgeführt, sogar, wenn ein Fehler aufgetreten ist. Achtung: FINALLY muss vor CATCH kommen!

  
Close
 
#
hFile

Catch
 
' Wir nur bei einem Fehler ausgeführt

  
Print
 
"Cannot print file "
;
 
FileName

End

```

#### Java
```
try
 
{

    
// Fehlerträchtige Funktion ausführen

    
uncertain_code
();

}
 
catch
 
(
OutOfMemoryError
 
e
)
 
{

    
// Ein Error ist keine Exception und muss separat abgefangen werden

    
e
.
printStackTrace
();

}
 
catch
 
(
RuntimeException
 
e
)
 
{

    
// z. B. IndexOutOfBoundsException, NullPointerException usw.

    
System
.
err
.
println
(
"Offensichtlich ein Programmierfehler!"
);

    
throw
 
e
;
 
// Leite nach oben weiter

}
 
catch
 
(
Exception
 
e
)
 
{

    
// Fange alle restlichen Ausnahmefehler ab

    
e
.
printStackTrace
();

}
 
catch
 
(
Throwable
 
t
)
 
{

    
// Das hier fängt wirklich alles ab

    
t
.
printStackTrace
();

}
 
finally
 
{

    
// Ob Exception oder nicht, führe das hier auf jeden Fall aus

    
System
.
out
.
println
(
"Berechnung beendet oder abgebrochen"
);

}

```

#### JavaScript
```
try
 
{

    
// Berechne ...

    
rechnen
();

    
// Fehler generieren

    
throw
 
new
 
Error
(
"Fehler, Datei kann nicht gelesen werden"
);

}
 
catch
 
(
e
)
 
{

    
// Fehlertypen unterscheiden (Achtung: dies hier ist nur eine kleine Auswahl)

    
if
 
(
e
 
instanceof
 
ReferenceError
)
 
{

        
console
.
log
(
e
.
message
);

    
}
 
else
 
if
(
e
 
instanceof
 
SyntaxError
)
 
{

      
console
.
log
(
e
.
message
);

    
}
 
else
 
{

      
console
.
log
(
e
);

    
}

}

finally
 
{

    
// Wird immer ausgeführt, nachdem der Codeblock in "try" abgearbeitet ist

    
weiter
();

}

```

#### PHP
```
// Exceptionhandling ab PHP Version 5!

try
 
{

    
// Berechne ...

    
// Fehlermeldung, Fehlercode

    
throw
 
new
 
RuntimeException
(
'Fehlermeldung'
,
 
543
);

}
 
catch
 
(
RuntimeException
 
$e
)
 
{

    
// z. B. IndexOutOfBoundsException, NullPointerException usw.

    
// Wichtig: Um die hier verwendeten Basistypen zu nutzen,

    
// muss die "SPL" installiert sein

    
echo
 
$e
->
getMessage
();

    
throw
 
$e
;
 
// Leite nach oben weiter

}
 
catch
 
(
Exception
 
$e
)
 
{

    
// Fange alle restlichen Ausnahmefehler ab und

    
// verwende die __toString() - Methode zur Ausgabe

    
echo
 
$e
;

}
 
finally
 
{

    
// ab PHP 5.5

    
// Code, welcher immer ausgeführt wird, auch

    
// wenn ein Ausnahmefehler aufgetreten ist

}

```

#### Python
```
try
:

    
result
 
=
 
do_something
()

    
if
 
result
 
<
 
0
:

        
raise
 
ValueError

except
 
ValueError
:

    
print
(
'catching exception'
)

    
do_something_else
()

except
 
Exception
 
as
 
e
:

    
# Catch the exception in "e" and print it.

    
print
(
f
'exception "
{
e
}
" in method do_something'
)

else
:

    
print
(
'method do_something passed'
)

finally
:

    
print
(
'always print this finally'
)

```

Siehe auch Python, Abschnitt Ausnahmebehandlung.

#### Perl
klassisch:
```
eval
 
{

    
something_fatal
(
...
);

    
1
;

}
 
or
 
do
 
{

    
warn
 
"Exception: $@"
;

};

```

ab Perl 5.34.0:
```
use
 
feature
 
'try'
;

try
 
{

    
my
 
$result
 
=
 
something_fatal
(
...
);
            
# Ausnahme möglich

    
defined
(
$result
)
 
or
 
die
 
"something_fatal\n"
;
  
# hier auch

    
send
(
$result
);

}

catch
 
(
$e
)
 
{
         
# Name beliebig, „my“ implizit

    
warn
 
"Exception: $e"
;

}

# ab Perl 5.36:

finally
 
{

    
clean_up_anyway
();

}

```

#### Swift
Ab Version 2 unterstützt die Programmiersprache Swift von Apple auch
Exceptions:
```
enum
 
MeinFehlerEnum
:
 
Error
 
{

  
case
 
fehlerA

  
case
 
fehlerB

}

enum
 
NochEinFehlerEnum
:
 
Error
 
{

  
case
 
fehlerC

  
case
 
fehlerD

}

// Funktion kann Fehler mit "throw" auslösen, ist deshalb

// nach Parameter-Liste mit "throws" gekennzeichnet.

func
 
ersteBerechnung
(
zahl1
:
Int
,
 
zahl2
:
Int
)
 
throws
 
->
 
Int
 
{

  
if
 
zahl1
 
==
 
zahl2
 
{
 
throw
 
MeinFehlerEnum
.
fehlerA
 
}

  
return
 
zahl1
 
+
 
zahl2

}

// Funktion, die keinen Fehler auslösen kann.

func
 
zweiteBerechnung
(
zahl1
:
Int
,
 
zahl2
:
Int
)
 
->
 
Int
 
{

  
return
 
zahl1
 
*
 
zahl2

}

do
 
{

    
// Die Funktion "ersteBerechnung()" ist eine throwing Funktion,

    
// sie muss also mit einem vorangestellten "try" aufgerufen werden.

    
let
 
ergebnisEins
 
=
 
try
 
ersteBerechnung
(
zahl1
:
3
,
 
zahl2
:
4
)

    
// Die Funktion "zweiteBerechnung()" ist KEINE throwing Funktion,

    
// für ihren Aufruf ist also kein "try" erforderlich.

    
let
 
ergebnisZwei
 
=
 
zweiteBerechnung
(
zahl1
:
ergebnisEins
,
 
zahl2
:
42
)

    
print
(
"Berechnungs-Ergebnis: 
\(
ergebnisZwei
)
"
)

}

catch
 
MeinFehlerEnum
.
fehlerA
 
{

    
print
(
"Fehler A ist aufgetreten"
)

}

catch
 
MeinFehlerEnum
.
fehlerB
 
{

    
print
(
"Fehler B ist aufgetreten"
)

}

catch
 
NochEinFehlerEnum
.
fehlerC
 
{

    
print
(
"Fehler C ist aufgetreten"
)

}

catch
 
{
 
// Default-Catch

    
print
(
"Unerwarteter Fehler aufgetreten: 
\(
error
)
"
)

}

```

Mit Swift 2.0 wurde ebenfalls das Schlüsselwort defer eingeführt, mit dem ein Block mit Code definiert werden kann, der auf jeden Fall beim Verlassen des aktuellen Blocks (z. B. Methode) ausgeführt wird, auch wenn dieser Block wegen einer Exception verlassen wird. Ein defer-Block kann also in etwa wie der aus anderen Programmiersprache bekannte finally-Block verwendet werden.